# WISE 1741+2553
WISE 1741+2553 (= EQ J1741+2553) is een bruine dwerg met een magnitude van +16,63 in het sterrenbeeld Herculis (Herculis) met een spectraalklasse van T9. De ster bevindt zich 15.22 lichtjaar van de zon.